# Edward Fredkin
Edward Fredkin (ur. 2 października 1934, zm. 13 czerwca 2023) – naukowiec, profesor Carnegie Mellon University (CMU) i wczesny pionier fizyki cyfrowej. Największe zasługi odniósł na polu badań nad odwracalnym rachunkiem komputerowym i automatami komórkowymi.
Bramka Fredkina stanowi zasadniczy przełom w pracach nad rachunkiem odwracalnym, któremu wielkie znaczenie nadaje już w 1969 roku Konrad Zuse w książce „Calculating Space” (Obliczanie przestrzeni). W swoich ostatnich pracach wprowadza pojęcie filozofii cyfrowej.
Pracował również na wydziale informatyki MIT i jako badacz fizyki na Uniwersytecie w Bostonie.